# خط لوله صلح

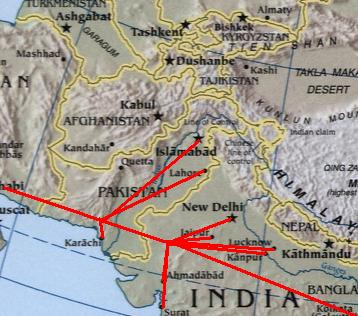
نمایی از نقشهٔ مسیر خط لولهٔ صلح - مارس ۲۰۰۷

خط لولهٔ صلح نام خط لولهٔ گاز صادراتی ایران به هند و پاکستان است که براساس تفاهم‌های انجام شده، ایران متعهد می‌شود که تا مدت ۲۵ سال، گاز خود را با قیمت توافقی به هند و پاکستان بفروشد. این مسیر اقتصادی‌ترین روش تأمین انرژی شبه‌قارهٔ هند می‌باشد. مذاکراتی پیرامون پیوستن ترکمنستان و قطر به ایران برای تأمین گاز طبیعی این پروژهٔ بزرگ مطرح شده است.

## مشخصات طرح
طرح خط لولهٔ انتقال گاز صادراتی ایران به هند و پاکستان در سال ۱۹۹۰ مطرح شد اما گفت‌وگوها بر سر این طرح که «خط لولهٔ صلح» نام گرفته از ده سال پیش آغاز شد.
طول خط لولهٔ ایران به هند ۲٬۷۰۰ کیلومتر است و قرار است گاز صادراتی ایران را از مسیر پاکستان به هند منتقل کند. پیش‌بینی شده است که در صورت توافق نهایی، ۱٬۱۰۰ کیلومتر از این خط لوله در ایران، ۷۸۰ کیلومتر در پاکستان و ۶۰۰ کیلومتر در هند احداث شود.
با تکمیل این طرح، روزانه ۱۵۰ میلیون متر مکعب گاز ایران به هند و پاکستان صادر می‌شود که ۹۰ میلیون متر مکعب آن برای هند و ۶۰ میلیون متر مکعب آن برای پاکستان در نظر گرفته شده است. هزینهٔ اجرای این طرح در برآوردهای اولیه چهار و نیم میلیارد دلار اعلام شده بود اما اکنون کارشناسان هزینهٔ طرح را حدود هفت میلیارد دلار برآورد می‌کنند.

## تاریخچه طرح
علی شمس اردکانی، سیاستمدار و کارشناس انرژی که از طراحان و مذاکره کنندگان این پروژه بود در مرداد ماه سال ۱۴۰۳ بیان می‌کند که در سال ۱۳۶۴ در دفتر مطالعات انرژی وزارت خارجه ایران طرح خط لوله صادرات گاز به هند را طراحی کردند تا از طریق استان سیستان و بلوچستان خط لوله به کشور پاکستان و هند کشیده شده و تا شهر بوپال ادامه داشت. قرار بود ۶ فاز پارس جنوبی که می‌توانست ۱۵۰ میلیون متر مکعب گاز تولید کند را به این خط صادرات گاز اختصاص داده و با منابع مالی آن توسعه سایر فازهای پارس جنوبی نیز تأمین می‌شد. این طرح بعد از طراحی توسط تیمی از وزارت خارجه و نفت به مقامات کشور پاکستان و هند ارائه شد. در مورد پاکستان ژنرال ضیاءالحق، رئیس‌جمهور وقت پاکستان در دیداری با تیم ایرانی به گرمی از اجرای این پروژه ابراز حمایت کرد. این تیم مذاکره کننده سپس به هند رفت و با راجندرا کومار پاچاوری، رئیس مرکز تحقیقات انرژی و محیط زیست هند دیدار و طرح را ارائه نمودند. برای تأمین مالی طرح پاچاوری در حضور تیم ایرانی با رئیس صندوق توسعه ابوظبی تماس گرفته و با رئیس آن، شیخ خلیفه گفتگو کرده و توضیح می‌دهد برای احداث و خرید گاز در این طرح ۳ میلیارد دلار پول اولیه می‌خواهند. شیخ خلیفه نیز از اینکار حمایت کرده و ابراز می‌کند اگر بخواهید از قطر گاز بخرید (با خطر لوله) هزینه شما زیادتر می‌شود. سپس به دیدار راجیو گاندی، نخست‌وزیر وقت هند رفته و او پیشنهاد می‌کند اسم این خط لوله را خط لوله صلح بگذارند. نتیجه این مذاکره این می‌شود که طرح بر اساس گزارش‌های تیم ایرانی تکمیل شود و در هند طرح در مؤسسه Asian Energy Institute بررسی شده و مطالعات فنی اقتصادی (FS) طرح تدوین می‌شود.
سپس این تیم به همراه وزیر راه وقت، اکبر ترکان در دفتر صندوق سرمایه‌گذاری ابوظبی با رئیس صندوق، شیخ خلیفه مذاکره کرده و با ارائه ارزیابی فنی اقتصادی در نهایت در چند جلسه موافقت می‌کند هزینه ساخت ۶ فاز پارس جنوبی و هزینه‌های جانبی را تأمین مالی کند.

### پیشنهاد کشیدن خط لوله از مسیر دریا
بعد از آن در ایران و در داخل وزارت نفت پیشنهاد می‌شود این خط لوله را از طریق دریا و از چابهار تا هند در کف دریا کشیده شود تا بین پاکستان و هند بر سر این موضوع درگیری ایجاد نشود. پاسخ اردکانی و سایر کارشناسان وزارت خارجه این می‌شود که وزارت نفت کارشناس روابط هند و پاکستان نیستند که چنین نظر و راه حل دهند و از طرف دیگر خود این دو کشور ابراز تمایل کردند و خودشان اسم این خط لوله را خط لوله صلح گذاشته‌اند. با وجود این، طرح کشیدن خط لوله از کف دریا به هند به طرف هندی ارائه شده و مؤسسه Asian Energy Institute در این کشور گزارشی در اینباره تهیه می‌کند که در آن اشاره می‌کند در مصب رود سند کف دریا به مساحت ۱ میلیون کیلومتر مربع متشکل از آبرفت و رسوبات غیر مستحکم است و نمی‌توان روی این آبرفت غیر مستحکم خط لوله عبور داد و برای اجرای این خط لوله از مسیر دریا باید آن را از مناطق عمیق اقیانوس هند کشید که عمق آن بیشتر از ۳۰۰ متر است و تکنولوژی که در دریا چنین خط لوله‌ای بکشند وجود ندارد، پس این طرح را رد کردند.

### مشکل تامین مالی طرح برایپاکستانو سنگ اندازی‌های جدید بوروکرات‌ها در وزارت نفت
بعد از این تیم جدید مذاکرات این خط لوله دوباره وارد مذاکره با پاکستان می‌شود. پاکستان برای اجرای این طرح به ۵۰۰ میلیون دلار سرمایه اولیه نیاز داشت. برای حل این مشکل در ایران همکاران شمس اردکانی پیشنهاد می‌کنند ایران از طریق ارائه ضمانت‌ها کمک کند دولت پاکستان بتواند از طریق بانک‌های توسعه‌ای صندوق اوپک (OFID) و بانک توسعه آسیا این سرمایه تأمین شود به شرط آنکه ایجاد کارخانه ساخت خط لوله و تأمین لوله‌های این خط در پاکستان به‌ جای تأمین از کشور ثالث خارجی توسط کنسرسیوم ساخت کارخانه خط لوله که در ایران تشکیل شده با عضویت دو کشور دیگر تأمین شود و این کنسرسیوم یک کارخانه هم در پاکستان و یک کارخانه دیگر در هند بزند. طرف‌های دیگر در ایران (در وزارت نفت و همفکران  بیژن نامدار زنگنه) با این پیشنهاد مخالفت می‌کنند و مشکل ناتوانی پاکستان در تأمین مالی برای این طرح حل نمی‌شود و در ادامه به این مشکل فشار شدید بدخواهان این طرح مثل دولت آمریکا و … نیز اضافه می‌گردد.

## مسائل اجرایی
علی‌رغم جذابیت‌هایی که این طرح نه تنها از جنبهٔ تأمین انرژی برای شبه‌قارهٔ هند دارد، بلکه به عنوان یک عامل کاهش تنش در روابط میان هند و پاکستان نیز به‌شمار می‌رود، هندوستان تحت فشارهای آمریکا اعلام کرد که از این طرح کناره‌گیری می‌کند.
ساخت این خط لوله که از سال ۲۰۰۲ آغاز شد، قرار بود در سال ۲۰۱۴ به بهره‌برداری برسد که با کنار کشیدن هند از این پروژه و تعلل پاکستان در ساخت خط لوله در داخل این کشور، نیمه‌کاره رها شده است.
پاکستان علت عدم آغاز فعالیت را ناتوانی در تأمین هزینه‌ها عنوان کرده است و از شرکت‌های ایرانی، روسی و چینی درخواست کرده است به عنوان مجری ساخت خط لوله مشارکت کنند. ایران درخواست اعطای وام ۵۰۰ میلیون دلاری به پاکستان را رد کرد و بیژن نامدار زنگنه، وزیر نفت دولت یازدهم ایران اعلام کرد تا زمانی که هند به عنوان دومین مصرف‌کنندهٔ گاز این خط لوله اعلام آمادگی نکند، ایران تمایلی به بهره‌برداری از این مسیر انتقال نخواهد داشت. درسال ۲۰۱۵ ایران به دلیل کوتاهی پاکستان از اجرای کار در خواست خسارت که مبلغی ۱۸ میلیارد دلاری خود را به دادگاه بین‌المللی ببرد اما با دادن فرصتی دیگر در سال ۲۰۱۹ قرار شد پاکستان خط لوله خود را تا پایان مارس سال ۲۰۲۴ تکمیل کند.

### مسیر جایگزین خط لولهٔ صلح در دریا
بر اساس خبرهای منتشره در اردیبهشت ۱۳۹۵، رئیس کنفدراسیون صنعت هند از کشیده‌شدن خط لولهٔ صلح از طریق دریای عمان به هند خبر داد.